# 212P/NEAT
La comète NEAT 24, officiellement 212P/NEAT, est une comète périodique du système solaire, découverte le 25 février 2001 par le programme NEAT.